# Orobanche dalmatica
Orobanche dalmatica là loài thực vật có hoa thuộc họ Cỏ chổi. Loài này được Tzvelev mô tả khoa học đầu tiên.